# 莱纳尔特市镇

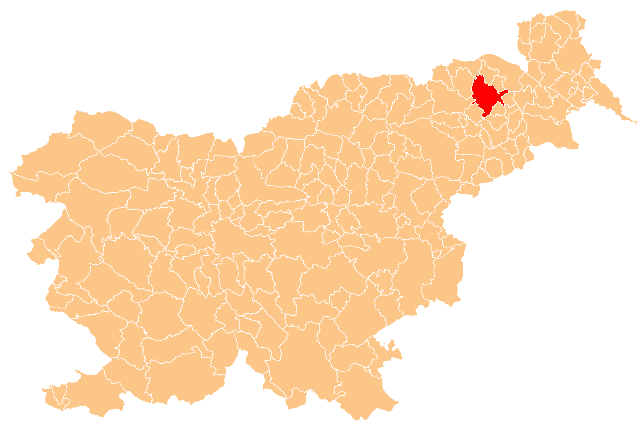
莱纳尔特市镇於斯洛維尼亞的位置

莱纳尔特市镇是斯洛文尼亞東北部的一個市镇，行政中心为斯洛維尼亞丘陵內萊納爾特。市镇面積为62平方公里，2002年人口8157。人口密度約130人/km2。

## 外部連結
- 官方网站  （斯洛文尼亚文）
- Municipality of Lenart on Geopedia （页面存档备份，存于）